# Arroyo Malo (Paysandú)
El arroyo Malo es un curso de agua uruguayo, ubicado en el departamento de Paysandú, perteneciente a la cuenca hidrográfica del río Uruguay.
Nace cerca de la cuchilla San José y discurre con rumbo oeste hasta desembocar en el río Uruguay al norte de la ciudad de Paysandú frente al parque nacional El Palmar situado en la orilla opuesta.
El nombre del Arroyo dio lugar un paraje conocido por el mismo nombre. Fundada en 1853, constaba de una superficie de 6142 hectares y ubicada en el rincón que conforman las márgenes izquierdas del Arroyo Malo y el Río Uruguay. En principio fue una propiedad privada que paso a depender del Banco Hipotecario del Uruguay quien la fraccionó dando lugar a la Colonia que hoy se denomina Arroyo Malo.